# Pithecheir melanurus
Pithecheir melanurus é uma espécie de roedor da família Muridae.
Apenas pode ser encontrada na Indonésia.